# Olimpiai érmesek listája gyorskorcsolyában
Ez a lap az olimpiai érmesek listája gyorskorcsolyában 1924-től 2022-ig.

## Összesített éremtáblázat
(A táblázatokban Magyarország és a rendező nemzet sportolói eltérő háttérszínnel, az egyes számoszlopok legmagasabb értéke vagy értékei vastagítással kiemelve.)
| A téli olimpiai játékok összesített éremtáblázata gyorskorcsolyában | A téli olimpiai játékok összesített éremtáblázata gyorskorcsolyában | A téli olimpiai játékok összesített éremtáblázata gyorskorcsolyában | A téli olimpiai játékok összesített éremtáblázata gyorskorcsolyában | A téli olimpiai játékok összesített éremtáblázata gyorskorcsolyában | Olimpia  |
| ------------------------------------------------------------------- | ------------------------------------------------------------------- | ------------------------------------------------------------------- | ------------------------------------------------------------------- | ------------------------------------------------------------------- | -------- |
|                                                                     | Ország                                                              | Arany                                                               | Ezüst                                                               | Bronz                                                               | Összesen |
| 1.                                                                  | Hollandia (NED)                                                     | 48                                                                  | 44                                                                  | 41                                                                  | 133      |
| 2.                                                                  | Egyesült Államok (USA)                                              | 30                                                                  | 22                                                                  | 19                                                                  | 71       |
| 3.                                                                  | Norvégia (NOR)                                                      | 28                                                                  | 29                                                                  | 30                                                                  | 87       |
| 4.                                                                  | Szovjetunió (URS)                                                   | 24                                                                  | 17                                                                  | 19                                                                  | 60       |
| 5.                                                                  | Németország (GER)                                                   | 13                                                                  | 15                                                                  | 10                                                                  | 38       |
| 6.                                                                  | Kanada (CAN)                                                        | 10                                                                  | 16                                                                  | 16                                                                  | 42       |
| 7.                                                                  | Svédország (SWE)                                                    | 9                                                                   | 4                                                                   | 5                                                                   | 18       |
| 8.                                                                  | NDK (GDR)                                                           | 8                                                                   | 12                                                                  | 9                                                                   | 29       |
| 9.                                                                  | Finnország (FIN)                                                    | 7                                                                   | 8                                                                   | 9                                                                   | 24       |
| 10.                                                                 | Japán (JPN)                                                         | 5                                                                   | 10                                                                  | 11                                                                  | 26       |
| 11.                                                                 | Dél-Korea (KOR)                                                     | 5                                                                   | 10                                                                  | 5                                                                   | 20       |
| 12.                                                                 | Oroszország (RUS)                                                   | 3                                                                   | 5                                                                   | 5                                                                   | 13       |
| 13.                                                                 | Csehország (CZE)                                                    | 3                                                                   | 2                                                                   | 3                                                                   | 8        |
| 14.                                                                 | NSZK (FRG)                                                          | 3                                                                   | 0                                                                   | 0                                                                   | 3        |
| 15.                                                                 | Kína (CHN)                                                          | 2                                                                   | 3                                                                   | 4                                                                   | 9        |
| 16.                                                                 | Olaszország (ITA)                                                   | 2                                                                   | 1                                                                   | 4                                                                   | 7        |
| 17.                                                                 | Ausztria (AUT)                                                      | 1                                                                   | 2                                                                   | 3                                                                   | 6        |
| 18.                                                                 | Belgium (BEL)                                                       | 1                                                                   | 1                                                                   | 1                                                                   | 3        |
| 19.                                                                 | Egyesült Német Csapat (EUA)                                         | 1                                                                   | 1                                                                   | 0                                                                   | 2        |
| 20.                                                                 | Lengyelország (POL)                                                 | 1                                                                   | 2                                                                   | 3                                                                   | 6        |
|                                                                     |                                                                     |                                                                     |                                                                     |                                                                     |          |
| 21.                                                                 | Kínai Köztársaság (ROC)                                             | 0                                                                   | 1                                                                   | 1                                                                   | 2        |
| 22.                                                                 | Fehéroroszország (BLR)                                              | 0                                                                   | 1                                                                   | 0                                                                   | 1        |
| 22.                                                                 | Észak-Korea (PRK)                                                   | 0                                                                   | 1                                                                   | 0                                                                   | 1        |
|                                                                     |                                                                     |                                                                     |                                                                     |                                                                     |          |
| 24.                                                                 | Kazahsztán (KAZ)                                                    | 0                                                                   | 0                                                                   | 1                                                                   | 1        |
| 24.                                                                 | Olimpikonok Oroszországból (OAR)                                    | 0                                                                   | 0                                                                   | 1                                                                   | 1        |
|                                                                     |                                                                     |                                                                     |                                                                     |                                                                     |          |
| Összesen                                                            | Összesen                                                            | 204                                                                 | 207                                                                 | 200                                                                 | 611      |

## Férfiak

### 500 méter
| Olimpia                      | Arany                                       | Ezüst                                       | Bronz                                        |
| 1924, Chamonix               | Charles Jewtraw · Egyesült Államok (USA)    | Oskar Olsen · Norvégia (NOR)                | Roald Larsen · Norvégia (NOR)                |
| 1924, Chamonix               | Charles Jewtraw · Egyesült Államok (USA)    | Oskar Olsen · Norvégia (NOR)                | Clas Thunberg · Finnország (FIN)             |
| 1928, St. Moritz             | Bernt Evensen · Norvégia (NOR)              | holtverseny miatt nem osztották ki          | John O’Neil Farrell · Egyesült Államok (USA) |
| 1928, St. Moritz             | Clas Thunberg · Finnország (FIN)            | holtverseny miatt nem osztották ki          | Jaakko Friman · Finnország (FIN)             |
| 1928, St. Moritz             | Clas Thunberg · Finnország (FIN)            | holtverseny miatt nem osztották ki          | Roald Larsen · Norvégia (NOR)                |
| 1932, Lake Placid            | Jack Shea · Egyesült Államok (USA)          | Bernt Evensen · Norvégia (NOR)              | Alexander Hurd · Kanada (CAN)                |
| 1936, Garmisch-Partenkirchen | Ivar Ballangrud · Norvégia (NOR)            | Georg Krog · Norvégia (NOR)                 | Leo Freisinger · Egyesült Államok (USA)      |
| 1948, St. Moritz             | Finn Helgesen · Norvégia (NOR)              | Ken Bartholomew · Egyesült Államok (USA)    | holtverseny miatt nem osztották ki           |
| 1948, St. Moritz             | Finn Helgesen · Norvégia (NOR)              | Thomas Byberg · Norvégia (NOR)              | holtverseny miatt nem osztották ki           |
| 1948, St. Moritz             | Finn Helgesen · Norvégia (NOR)              | Bob Fitzgerald · Egyesült Államok (USA)     | holtverseny miatt nem osztották ki           |
| 1952, Oslo                   | Ken Henry · Egyesült Államok (USA)          | Don McDermott · Egyesült Államok (USA)      | Gordon Audley · Kanada (CAN)                 |
| 1952, Oslo                   | Ken Henry · Egyesült Államok (USA)          | Don McDermott · Egyesült Államok (USA)      | Arne Johansen · Norvégia (NOR)               |
| 1956, Cortina d’Ampezzo      | Jevgenyij Grisin · Szovjetunió (URS)        | Rafael Gracs · Szovjetunió (URS)            | Alv Gjestvang · Norvégia (NOR)               |
| 1960, Squaw Valley           | Jevgenyij Grisin · Szovjetunió (URS)        | Bill Disney · Egyesült Államok (USA)        | Rafael Gracs · Szovjetunió (URS)             |
| 1964, Innsbruck              | Terry McDermott · Egyesült Államok (USA)    | Alv Gjestvang · Norvégia (NOR)              | holtverseny miatt nem osztották ki           |
| 1964, Innsbruck              | Terry McDermott · Egyesült Államok (USA)    | Jevgenyij Grisin · Szovjetunió (URS)        | holtverseny miatt nem osztották ki           |
| 1964, Innsbruck              | Terry McDermott · Egyesült Államok (USA)    | Vlagyimir Orlov · Szovjetunió (URS)         | holtverseny miatt nem osztották ki           |
| 1968, Grenoble               | Erhard Keller · NSZK (FRG)                  | Terry McDermott · Egyesült Államok (USA)    | holtverseny miatt nem osztották ki           |
| 1968, Grenoble               | Erhard Keller · NSZK (FRG)                  | Magne Thomassen · Norvégia (NOR)            | holtverseny miatt nem osztották ki           |
| 1972, Szapporo               | Erhard Keller · NSZK (FRG)                  | Hasse Börjes · Svédország (SWE)             | Valerij Muratov · Szovjetunió (URS)          |
| 1976, Innsbruck              | Jevgenyij Kulikov · Szovjetunió (URS)       | Valerij Muratov · Szovjetunió (URS)         | Dan Immerfall · Egyesült Államok (USA)       |
| 1980, Lake Placid            | Eric Heiden · Egyesült Államok (USA)        | Jevgenyij Kulikov · Szovjetunió (URS)       | Lieuwe de Boer · Hollandia (NED)             |
| 1984, Szarajevó              | Szergej Fokicsev · Szovjetunió (URS)        | Kitazava Josihiro · Japán (JPN)             | Gaétan Boucher · Kanada (CAN)                |
| 1988, Calgary                | Uwe-Jens Mey · NDK (GDR)                    | Jan Ykema · Hollandia (NED)                 | Kuroiva Akira · Japán (JPN)                  |
| 1992, Albertville            | Uwe-Jens Mey · Németország (GER)            | Kuroiva Tosijuki · Japán (JPN)              | Inoue Dzsunicsi · Japán (JPN)                |
| 1994, Lillehammer            | Alekszandr Golubev · Oroszország (RUS)      | Szergej Klevcsenya · Oroszország (RUS)      | Horii Manabu · Japán (JPN)                   |
| 1998, Nagano                 | Simizu Hirojaszu · Japán (JPN)              | Jeremy Wotherspoon · Kanada (CAN)           | Kevin Overland · Kanada (CAN)                |
| 2002, Salt Lake City         | Casey FitzRandolph · Egyesült Államok (USA) | Simizu Hirojaszu · Japán (JPN)              | Kip Carpenter · Egyesült Államok (USA)       |
| 2006, Torino                 | Joey Cheek · Egyesült Államok (USA)         | Dmitrij Dorofejev · Oroszország (RUS)       | I Gangszok · Dél-Korea (KOR)                 |
| 2010, Vancouver              | Mo Thebom · Dél-Korea (KOR)                 | Nagasima Keiicsiró · Japán (JPN)            | Kató Dzsódzsi · Japán (JPN)                  |
| 2014, Szocsi                 | Michel Mulder · Hollandia (NED)             | Jan Smeekens · Hollandia (NED)              | Ronald Mulder · Hollandia (NED)              |
| 2018, Phjongcshang           | Håvard Lorentzen · Norvégia (NOR)           | Csha Mingju (Cha Min-gyu) · Dél-Korea (KOR) | Kao Ting-jü (Gao Tingyu) · Kína (CHN)        |
| 2022, Peking                 | Kao Ting-jü (Gao Tingyu) · Kína (CHN)       | Csha Mingju (Cha Min-kyu) · Dél-Korea (KOR) | Morisige Vataru · Japán (JPN)                |

### 1000 méter
| Olimpia              | Arany                                  | Ezüst                                        | Bronz                                        |
| 1976, Innsbruck      | Peter Mueller · Egyesült Államok (USA) | Jørn Didriksen · Norvégia (NOR)              | Valerij Muratov · Szovjetunió (URS)          |
| 1980, Lake Placid    | Eric Heiden · Egyesült Államok (USA)   | Gaétan Boucher · Kanada (CAN)                | Vlagyimir Lobanov · Szovjetunió (URS)        |
| 1980, Lake Placid    | Eric Heiden · Egyesült Államok (USA)   | Gaétan Boucher · Kanada (CAN)                | Frode Rønning · Norvégia (NOR)               |
| 1984, Szarajevó      | Gaétan Boucher · Kanada (CAN)          | Szergej Hlebnyikov · Szovjetunió (URS)       | Kai Arne Engelstad · Norvégia (NOR)          |
| 1988, Calgary        | Nyikolaj Guljajev · Szovjetunió (URS)  | Uwe-Jens Mey · NDK (GDR)                     | Ihar Zsaljazovszki · Szovjetunió (URS)       |
| 1992, Albertville    | Olaf Zinke · Németország (GER)         | Kim Junman · Dél-Korea (KOR)                 | Mijabe Jukinori · Japán (JPN)                |
| 1994, Lillehammer    | Dan Jansen · Egyesült Államok (USA)    | Ihar Zsaljazovszki · Fehéroroszország (BLR)  | Szergej Klevcsenya · Oroszország (RUS)       |
| 1998, Nagano         | Ids Postma · Hollandia (NED)           | Jan Bos · Hollandia (NED)                    | Simizu Hirojaszu · Japán (JPN)               |
| 2002, Salt Lake City | Gerard van Velde · Hollandia (NED)     | Jan Bos · Hollandia (NED)                    | Joey Cheek · Egyesült Államok (USA)          |
| 2006, Torino         | Shani Davis · Egyesült Államok (USA)   | Joey Cheek · Egyesült Államok (USA)          | Erben Wennemars · Hollandia (NED)            |
| 2010, Vancouver      | Shani Davis · Egyesült Államok (USA)   | Mo Thebom · Dél-Korea (KOR)                  | Chad Hedrick · Egyesült Államok (USA)        |
| 2014, Szocsi         | Stefan Groothuis · Hollandia (NED)     | Denny Morrison · Kanada (CAN)                | Michel Mulder · Hollandia (NED)              |
| 2018, Phjongcshang   | Kjeld Nuis · Hollandia (NED)           | Håvard Holmefjord Lorentzen · Norvégia (NOR) | Kim Thejun (Kim Tae-yun) · Dél-Korea (KOR)   |
| 2022, Peking         | Thomas Krol · Hollandia (NED)          | Laurent Dubreuil · Kanada (CAN)              | Håvard Holmefjord Lorentzen · Norvégia (NOR) |

### 1500 méter
| Olimpia                      | Arany                                 | Ezüst                                  | Bronz                                        |
| 1924, Chamonix               | Clas Thunberg · Finnország (FIN)      | Roald Larsen · Norvégia (NOR)          | Sigurd Moen · Norvégia (NOR)                 |
| 1928, St. Moritz             | Clas Thunberg · Finnország (FIN)      | Bernt Evensen · Norvégia (NOR)         | Ivar Ballangrud · Norvégia (NOR)             |
| 1932, Lake Placid            | Jack Shea · Egyesült Államok (USA)    | Alexander Hurd · Kanada (CAN)          | Willy Logan · Kanada (CAN)                   |
| 1936, Garmisch-Partenkirchen | Charles Mathiesen · Norvégia (NOR)    | Ivar Ballangrud · Norvégia (NOR)       | Birger Wasenius · Finnország (FIN)           |
| 1948, St. Moritz             | Sverre Farstad · Norvégia (NOR)       | Åke Seyffarth · Svédország (SWE)       | Odd Lundberg · Norvégia (NOR)                |
| 1952, Oslo                   | Hjalmar Andersen · Norvégia (NOR)     | Wim van der Voort · Hollandia (NED)    | Roald Aas · Norvégia (NOR)                   |
| 1956, Cortina d’Ampezzo      | Jevgenyij Grisin · Szovjetunió (URS)  | holtverseny miatt nem osztották ki     | Toivo Salonen · Finnország (FIN)             |
| 1956, Cortina d’Ampezzo      | Jurij Mihajlov · Szovjetunió (URS)    | holtverseny miatt nem osztották ki     | Toivo Salonen · Finnország (FIN)             |
| 1960, Squaw Valley           | Roald Aas · Norvégia (NOR)            | holtverseny miatt nem osztották ki     | Borisz Sztyenyin · Szovjetunió (URS)         |
| 1960, Squaw Valley           | Jevgenyij Grisin · Szovjetunió (URS)  | holtverseny miatt nem osztották ki     | Borisz Sztyenyin · Szovjetunió (URS)         |
| 1964, Innsbruck              | Ants Antson · Szovjetunió (URS)       | Kees Verkerk · Hollandia (NED)         | Villy Haugen · Norvégia (NOR)                |
| 1968, Grenoble               | Kees Verkerk · Hollandia (NED)        | Ivar Eriksen · Norvégia (NOR)          | holtverseny miatt nem osztották ki           |
| 1968, Grenoble               | Kees Verkerk · Hollandia (NED)        | Ard Schenk · Hollandia (NED)           | holtverseny miatt nem osztották ki           |
| 1972, Szapporo               | Ard Schenk · Hollandia (NED)          | Roar Grønvold · Norvégia (NOR)         | Göran Claeson · Svédország (SWE)             |
| 1976, Innsbruck              | Jan Egil Storholt · Norvégia (NOR)    | Jurij Kondakov · Szovjetunió (URS)     | Hans van Helden · Hollandia (NED)            |
| 1980, Lake Placid            | Eric Heiden · Egyesült Államok (USA)  | Kay Arne Stenshjemmet · Norvégia (NOR) | Terje Andersen · Norvégia (NOR)              |
| 1984, Szarajevó              | Gaétan Boucher · Kanada (CAN)         | Szergej Hlebnyikov · Szovjetunió (URS) | Oleg Bozsjev · Szovjetunió (URS)             |
| 1988, Calgary                | André Hoffmann · NDK (GDR)            | Eric Flaim · Egyesült Államok (USA)    | Michael Hadschieff · Ausztria (AUT)          |
| 1992, Albertville            | Johann Olav Koss · Norvégia (NOR)     | Ådne Søndrål · Norvégia (NOR)          | Leo Visser · Hollandia (NED)                 |
| 1994, Lillehammer            | Johann Olav Koss · Norvégia (NOR)     | Rintje Ritsma · Hollandia (NED)        | Falko Zandstra · Hollandia (NED)             |
| 1998, Nagano                 | Ådne Søndrål · Norvégia (NOR)         | Ids Postma · Hollandia (NED)           | Rintje Ritsma · Hollandia (NED)              |
| 2002, Salt Lake City         | Derek Parra · Egyesült Államok (USA)  | Jochem Uytdehaage · Hollandia (NED)    | Ådne Søndrål · Norvégia (NOR)                |
| 2006, Torino                 | Enrico Fabris · Olaszország (ITA)     | Shani Davis · Egyesült Államok (USA)   | Chad Hedrick · Egyesült Államok (USA)        |
| 2010, Vancouver              | Mark Tuitert · Hollandia (NED)        | Shani Davis · Egyesült Államok (USA)   | Håvard Bøkko · Norvégia (NOR)                |
| 2014, Szocsi                 | Zbigniew Bródka · Lengyelország (POL) | Koen Verweij · Hollandia (NED)         | Denny Morrison · Kanada (CAN)                |
| 2018, Phjongcshang           | Kjeld Nuis · Hollandia (NED)          | Patrick Roest · Hollandia (NED)        | Kim Minszok (Kim Min-seok) · Dél-Korea (KOR) |
| 2022, Peking                 | Kjeld Nuis · Hollandia (NED)          | Thomas Krol · Hollandia (NED)          | Kim Minszok (Kim Min-seok) · Dél-Korea (KOR) |

### 5000 méter
| Olimpia                      | Arany                                  | Ezüst                                  | Bronz                                  |
| 1924, Chamonix               | Clas Thunberg · Finnország (FIN)       | Julius Skutnabb · Finnország (FIN)     | Roald Larsen · Norvégia (NOR)          |
| 1928, St. Moritz             | Ivar Ballangrud · Norvégia (NOR)       | Julius Skutnabb · Finnország (FIN)     | Bernt Evensen · Norvégia (NOR)         |
| 1932, Lake Placid            | Irving Jaffee · Egyesült Államok (USA) | Eddie Murphy · Egyesült Államok (USA)  | Willy Logan · Kanada (CAN)             |
| 1936, Garmisch-Partenkirchen | Ivar Ballangrud · Norvégia (NOR)       | Birger Wasenius · Finnország (FIN)     | Antero Ojala · Finnország (FIN)        |
| 1948, St. Moritz             | Reidar Liaklev · Norvégia (NOR)        | Odd Lundberg · Norvégia (NOR)          | Göthe Hedlund · Svédország (SWE)       |
| 1952, Oslo                   | Hjalmar Andersen · Norvégia (NOR)      | Kees Broekman · Hollandia (NED)        | Sverre Haugli · Norvégia (NOR)         |
| 1956, Cortina d’Ampezzo      | Borisz Silkov · Szovjetunió (URS)      | Sigvard Ericsson · Svédország (SWE)    | Oleg Goncsarenko · Szovjetunió (URS)   |
| 1960, Squaw Valley           | Viktor Koszicskin · Szovjetunió (URS)  | Knut Johannesen · Norvégia (NOR)       | Jan Pesman · Hollandia (NED)           |
| 1964, Innsbruck              | Knut Johannesen · Norvégia (NOR)       | Per Ivar Moe · Norvégia (NOR)          | Fred Anton Maier · Norvégia (NOR)      |
| 1968, Grenoble               | Fred Anton Maier · Norvégia (NOR)      | Kees Verkerk · Hollandia (NED)         | Peter Nottet · Hollandia (NED)         |
| 1972, Szapporo               | Ard Schenk · Hollandia (NED)           | Roar Grønvold · Norvégia (NOR)         | Sten Stensen · Norvégia (NOR)          |
| 1976, Innsbruck              | Sten Stensen · Norvégia (NOR)          | Piet Kleine · Hollandia (NED)          | Hans van Helden · Hollandia (NED)      |
| 1980, Lake Placid            | Eric Heiden · Egyesült Államok (USA)   | Kay Arne Stenshjemmet · Norvégia (NOR) | Tom Erik Oxholm · Norvégia (NOR)       |
| 1984, Szarajevó              | Tomas Gustafson · Svédország (SWE)     | Igor Malkov · Szovjetunió (URS)        | René Schöfisch · NDK (GDR)             |
| 1988, Calgary                | Tomas Gustafson · Svédország (SWE)     | Leo Visser · Hollandia (NED)           | Gerard Kemkers · Hollandia (NED)       |
| 1992, Albertville            | Geir Karlstad · Norvégia (NOR)         | Falko Zandstra · Hollandia (NED)       | Leo Visser · Hollandia (NED)           |
| 1994, Lillehammer            | Johann Olav Koss · Norvégia (NOR)      | Kjell Storelid · Norvégia (NOR)        | Rintje Ritsma · Hollandia (NED)        |
| 1998, Nagano                 | Gianni Romme · Hollandia (NED)         | Rintje Ritsma · Hollandia (NED)        | Bart Veldkamp · Belgium (BEL)          |
| 2002, Salt Lake City         | Jochem Uytdehaage · Hollandia (NED)    | Derek Parra · Egyesült Államok (USA)   | Jens Boden · Németország (GER)         |
| 2006, Torino                 | Chad Hedrick · Egyesült Államok (USA)  | Sven Kramer · Hollandia (NED)          | Enrico Fabris · Olaszország (ITA)      |
| 2010, Vancouver              | Sven Kramer · Hollandia (NED)          | I Szunghun · Dél-Korea (KOR)           | Ivan Szkobrev · Oroszország (RUS)      |
| 2014, Szocsi                 | Sven Kramer · Hollandia (NED)          | Jan Blokhuijsen · Hollandia (NED)      | Jorrit Bergsma · Hollandia (NED)       |
| 2018, Phjongcshang           | Sven Kramer · Hollandia (NED)          | Ted-Jan Bloemen · Kanada (CAN)         | Sverre Lunde Pedersen · Norvégia (NOR) |
| 2022, Peking                 | Nils van der Poel · Svédország (SWE)   | Patrick Roest · Hollandia (NED)        | Hallgeir Engebråten · Norvégia (NOR)   |

### 10 000 méter
| Olimpia                      | Arany                                             | Ezüst                                             | Bronz                                             |
| 1924, Chamonix               | Julius Skutnabb · Finnország (FIN)                | Clas Thunberg · Finnország (FIN)                  | Roald Larsen · Norvégia (NOR)                     |
| 1928, St. Moritz             | a verseny a jég rossz minősége miatt félbeszakadt | a verseny a jég rossz minősége miatt félbeszakadt | a verseny a jég rossz minősége miatt félbeszakadt |
| 1932, Lake Placid            | Irving Jaffee · Egyesült Államok (USA)            | Ivar Ballangrud · Norvégia (NOR)                  | Franck Stack · Kanada (CAN)                       |
| 1936, Garmisch-Partenkirchen | Ivar Ballangrud · Norvégia (NOR)                  | Birger Wasenius · Finnország (FIN)                | Max Stiepl · Ausztria (AUT)                       |
| 1948, St. Moritz             | Åke Seyffarth · Svédország (SWE)                  | Lassi Parkkinen · Finnország (FIN)                | Pentti Lammio · Finnország (FIN)                  |
| 1952, Oslo                   | Hjalmar Andersen · Norvégia (NOR)                 | Kees Broekman · Hollandia (NED)                   | Carl-Erik Asplund · Svédország (SWE)              |
| 1956, Cortina d’Ampezzo      | Sigvard Ericsson · Svédország (SWE)               | Knut Johannesen · Norvégia (NOR)                  | Oleg Goncsarenko · Szovjetunió (URS)              |
| 1960, Squaw Valley           | Knut Johannesen · Norvégia (NOR)                  | Viktor Koszicskin · Szovjetunió (URS)             | Kjell Bäckman · Svédország (SWE)                  |
| 1964, Innsbruck              | Jonny Nilsson · Svédország (SWE)                  | Fred Anton Maier · Norvégia (NOR)                 | Knut Johannesen · Norvégia (NOR)                  |
| 1968, Grenoble               | Johnny Höglin · Svédország (SWE)                  | Fred Anton Maier · Norvégia (NOR)                 | Örjan Sandler · Svédország (SWE)                  |
| 1972, Szapporo               | Ard Schenk · Hollandia (NED)                      | Kees Verkerk · Hollandia (NED)                    | Sten Stensen · Norvégia (NOR)                     |
| 1976, Innsbruck              | Piet Kleine · Hollandia (NED)                     | Sten Stensen · Norvégia (NOR)                     | Hans van Helden · Hollandia (NED)                 |
| 1980, Lake Placid            | Eric Heiden · Egyesült Államok (USA)              | Piet Kleine · Hollandia (NED)                     | Tom Erik Oxholm · Norvégia (NOR)                  |
| 1984, Szarajevó              | Igor Malkov · Szovjetunió (URS)                   | Tomas Gustafson · Svédország (SWE)                | René Schöfisch · NDK (GDR)                        |
| 1988, Calgary                | Tomas Gustafson · Svédország (SWE)                | Michael Hadschieff · Ausztria (AUT)               | Leo Visser · Hollandia (NED)                      |
| 1992, Albertville            | Bart Veldkamp · Hollandia (NED)                   | Johann Olav Koss · Norvégia (NOR)                 | Geir Karlstad · Norvégia (NOR)                    |
| 1994, Lillehammer            | Johann Olav Koss · Norvégia (NOR)                 | Kjell Storelid · Norvégia (NOR)                   | Bart Veldkamp · Hollandia (NED)                   |
| 1998, Nagano                 | Gianni Romme · Hollandia (NED)                    | Bob de Jong · Hollandia (NED)                     | Rintje Ritsma · Hollandia (NED)                   |
| 2002, Salt Lake City         | Jochem Uytdehaage · Hollandia (NED)               | Gianni Romme · Hollandia (NED)                    | Lasse Sætre · Norvégia (NOR)                      |
| 2006, Torino                 | Bob de Jong · Hollandia (NED)                     | Chad Hedrick · Egyesült Államok (USA)             | Carl Verheijen · Hollandia (NED)                  |
| 2010, Vancouver              | I Szunghun · Dél-Korea (KOR)                      | Ivan Szkobrev · Oroszország (RUS)                 | Bob de Jong · Hollandia (NED)                     |
| 2014, Szocsi                 | Jorrit Bergsma · Hollandia (NED)                  | Sven Kramer · Hollandia (NED)                     | Bob de Jong · Hollandia (NED)                     |
| 2018, Phjongcshang           | Ted-Jan Bloemen · Kanada (CAN)                    | Jorrit Bergsma · Hollandia (NED)                  | Nicola Tumolero · Olaszország (ITA)               |
| 2022, Peking                 | Nils van der Poel · Svédország (SWE)              | Patrick Roest · Hollandia (NED)                   | Davide Ghiotto · Olaszország (ITA)                |

### Összetett
| Olimpia        | Arany                            | Ezüst                         | Bronz                              |
| 1924, Chamonix | Clas Thunberg · Finnország (FIN) | Roald Larsen · Norvégia (NOR) | Julius Skutnabb · Finnország (FIN) |

### Tömegrajtos
| Olimpia            | Arany                                         | Ezüst                                           | Bronz                                        |
| 2018, Phjongcshang | I Szunghun (Lee Seung-hoon) · Dél-Korea (KOR) | Bart Swings · Belgium (BEL)                     | Koen Verweij · Hollandia (NED)               |
| 2022, Peking       | Bart Swings · Belgium (BEL)                   | Csong Dzsevon (Jeong Jae-won) · Dél-Korea (KOR) | I Szunghun (Lee Seung-hun) · Dél-Korea (KOR) |

### Csapatverseny
| Olimpia            | Arany                                                                                        | Ezüst | Bronz                                                                                           |
| 2006, Torino       | Olaszország (ITA) · Matteo Anesi · Stefano Donagrandi · Enrico Fabris · Ippolito Sanfratello | Kanada (CAN) · Arne Dankers · Steven Elm · Denny Morrison · Jason Parker · Justin Warsylewicz                 | Hollandia (NED) · Sven Kramer · Rintje Ritsma · Mark Tuitert · Carl Verheijen · Erben Wennemars |
| 2010, Vancouver    | Kanada (CAN) · Mathieu Giroux · Lucas Makowsky · Denny Morrison                              | Egyesült Államok (USA) · Brian Hansen · Chad Hedrick · Jonathan Kuck · Trevor Marsicano                       | Hollandia (NED) · Jan Blokhuijsen · Sven Kramer · Simon Kuipers · Mark Tuitert                  |
| 2014, Szocsi       | Hollandia (NED) · Jan Blokhuijsen · Sven Kramer · Koen Verweij                               | Dél-Korea (KOR) · Csu Hjongdzsun (Joo Hyong-jun) · Kim Csholmin (Kim Cheol-min) · I Szunghun (Lee Seung-hoon) | Lengyelország (POL) · Zbigniew Bródka · Konrad Niedźwiedzki · Jan Szymański                     |
| 2018, Phjongcshang | Norvégia (NOR) · Håvard Bøkko · Simen Spieler Nilsen · Sverre Lunde Pedersen                 | Dél-Korea (KOR) · I Szunghun (Lee Seung-hoon) · Chung Jae-won · Kim Minszok (Kim Min-seok)                    | Hollandia (NED) · Patrick Roest · Jan Blokhuijsen · Sven Kramer                                 |
| 2022, Peking       | Norvégia (NOR) · Hallgeir Engebråten · Peder Kongshaug · Sverre Lunde Pedersen               | Az Orosz Olimpiai Bizottság versenyzői (ROC) · Danyiil Aldoskin · Szergej Trofimov · Ruslan Zaharov           | Egyesült Államok (USA) · Casey Dawson · Emery Lehman · Joey Mantia · Ethan Cepuran              |

### Férfi éremtáblázat
| A téli olimpiai játékok éremtáblázata férfi gyorskorcsolyában | A téli olimpiai játékok éremtáblázata férfi gyorskorcsolyában | A téli olimpiai játékok éremtáblázata férfi gyorskorcsolyában | A téli olimpiai játékok éremtáblázata férfi gyorskorcsolyában | A téli olimpiai játékok éremtáblázata férfi gyorskorcsolyában | Olimpia  |
| ------------------------------------------------------------- | ------------------------------------------------------------- | ------------------------------------------------------------- | ------------------------------------------------------------- | ------------------------------------------------------------- | -------- |
|                                                               | Ország                                                        | Arany                                                         | Ezüst                                                         | Bronz                                                         | Összesen |
| 1.                                                            | Norvégia (NOR)                                                | 27                                                            | 29                                                            | 29                                                            | 85       |
| 2.                                                            | Hollandia (NED)                                               | 25                                                            | 30                                                            | 26                                                            | 81       |
| 3.                                                            | Egyesült Államok (USA)                                        | 20                                                            | 13                                                            | 8                                                             | 41       |
| 4.                                                            | Szovjetunió (URS)                                             | 12                                                            | 10                                                            | 9                                                             | 31       |
| 5.                                                            | Svédország (SWE)                                              | 9                                                             | 4                                                             | 5                                                             | 18       |
| 6.                                                            | Finnország (FIN)                                              | 6                                                             | 6                                                             | 7                                                             | 19       |
| 7.                                                            | Kanada (CAN)                                                  | 4                                                             | 5                                                             | 8                                                             | 17       |
| 8.                                                            | Dél-Korea (KOR)                                               | 3                                                             | 8                                                             | 5                                                             | 16       |
| 9.                                                            | NDK (GDR)                                                     | 2                                                             | 1                                                             | 2                                                             | 5        |
| 10.                                                           | Olaszország (ITA)                                             | 2                                                             | 0                                                             | 3                                                             | 5        |
| 11.                                                           | Németország (GER)                                             | 2                                                             | 0                                                             | 1                                                             | 3        |
| 12.                                                           | NSZK (FRG)                                                    | 2                                                             | 0                                                             | 0                                                             | 2        |
| 13.                                                           | Japán (JPN)                                                   | 1                                                             | 4                                                             | 7                                                             | 12       |
| 14.                                                           | Oroszország (RUS)                                             | 1                                                             | 3                                                             | 2                                                             | 6        |
| 15.                                                           | Belgium (BEL)                                                 | 1                                                             | 1                                                             | 1                                                             | 3        |
| 16.                                                           | Kína (CHN)                                                    | 1                                                             | 0                                                             | 1                                                             | 2        |
| 16.                                                           | Lengyelország (POL)                                           | 1                                                             | 0                                                             | 1                                                             | 2        |
|                                                               |                                                               |                                                               |                                                               |                                                               |          |
| 18.                                                           | Ausztria (AUT)                                                | 0                                                             | 1                                                             | 2                                                             | 3        |
| 19.                                                           | Fehéroroszország (BLR)                                        | 0                                                             | 1                                                             | 0                                                             | 1        |
| 19.                                                           | Kínai Köztársaság (ROC)                                       | 0                                                             | 1                                                             | 0                                                             | 1        |
|                                                               |                                                               |                                                               |                                                               |                                                               |          |
| Összesen                                                      | Összesen                                                      | 119                                                           | 119                                                           | 117                                                           | 355      |

## Nők

### 500 méter
| Olimpia              | Arany                                     | Ezüst                                         | Bronz                                                            |
| 1960, Squaw Valley   | Helga Haase · Egyesült Német Csapat (EUA) | Natalja Doncsenko · Szovjetunió (URS)         | Jeanne Ashworth · Egyesült Államok (USA)                         |
| 1964, Innsbruck      | Ligyija Szkoblikova · Szovjetunió (URS)   | Irina Jegorova · Szovjetunió (URS)            | Tatyjana Szidorova · Szovjetunió (URS)                           |
| 1968, Grenoble       | Ljudmila Tyitova · Szovjetunió (URS)      | Jenny Fish · Egyesült Államok (USA)           | holtverseny miatt nem osztották ki                               |
| 1968, Grenoble       | Ljudmila Tyitova · Szovjetunió (URS)      | Dianne Holum · Egyesült Államok (USA)         | holtverseny miatt nem osztották ki                               |
| 1968, Grenoble       | Ljudmila Tyitova · Szovjetunió (URS)      | Mary Meyers · Egyesült Államok (USA)          | holtverseny miatt nem osztották ki                               |
| 1972, Szapporo       | Anne Henning · Egyesült Államok (USA)     | Vera Krasznova · Szovjetunió (URS)            | Ljudmila Tyitova · Szovjetunió (URS)                             |
| 1976, Innsbruck      | Sheila Young · Egyesült Államok (USA)     | Cathy Priestner · Kanada (CAN)                | Tatyjana Averina · Szovjetunió (URS)                             |
| 1980, Lake Placid    | Karin Enke · NDK (GDR)                    | Leah Poulos-Mueller · Egyesült Államok (USA)  | Natalja Petruszjova · Szovjetunió (URS)                          |
| 1984, Szarajevó      | Christa Rothenburger · NDK (GDR)          | Karin Enke · NDK (GDR)                        | Natalja Glebova · Szovjetunió (URS)                              |
| 1988, Calgary        | Bonnie Blair · Egyesült Államok (USA)     | Christa Rothenburger · NDK (GDR)              | Karin Kania · NDK (GDR)                                          |
| 1992, Albertville    | Bonnie Blair · Egyesült Államok (USA)     | Je Csiao-po (Ye Qiaobo) · Kína (CHN)          | Christa Luding · Németország (GER)                               |
| 1994, Lillehammer    | Bonnie Blair · Egyesült Államok (USA)     | Susan Auch · Kanada (CAN)                     | Franziska Schenk · Németország (GER)                             |
| 1998, Nagano         | Catriona Le May Doan · Kanada (CAN)       | Susan Auch · Kanada (CAN)                     | Okazaki Tomomi · Japán (JPN)                                     |
| 2002, Salt Lake City | Catriona Le May Doan · Kanada (CAN)       | Monique Garbrecht-Enfeldt · Németország (GER) | Sabine Völker · Németország (GER)                                |
| 2006, Torino         | Szvetlana Zsurova · Oroszország (RUS)     | Vang Man-li (Wang Manli) · Kína (CHN)         | Zsen Huj (Ren Hui) · Kína (CHN)                                  |
| 2010, Vancouver      | I Szanghva · Dél-Korea (KOR)              | Jenny Wolf · Németország (GER)                | Vang Pej-hszing (Wang Beixing) · Kína (CHN)                      |
| 2014, Szocsi         | I Szanghva · Dél-Korea (KOR)              | Olga Fatkulina · Oroszország (RUS)            | Margot Boer · Hollandia (NED)                                    |
| 2018, Phjongcshang   | Kodaira Nao · Japán (JPN)                 | I Szanghva · Dél-Korea (KOR)                  | Karolína Erbanová · Csehország (CZE)                             |
| 2022, Peking         | Erin Jackson · Egyesült Államok (USA)     | Takagi Miho · Japán (JPN)                     | Angelina Golikova · Az Orosz Olimpiai Bizottság versenyzői (ROC) |

### 1000 méter
| Olimpia              | Arany                                   | Ezüst                                        | Bronz                                       |
| 1960, Squaw Valley   | Klara Guszeva · Szovjetunió (URS)       | Helga Haase · Egyesült Német Csapat (EUA)    | Tamara Rilova · Szovjetunió (URS)           |
| 1964, Innsbruck      | Ligyija Szkoblikova · Szovjetunió (URS) | Irina Jegorova · Szovjetunió (URS)           | Kaija Mustonen · Finnország (FIN)           |
| 1968, Grenoble       | Carry Geijssen · Hollandia (NED)        | Ljudmila Tyitova · Szovjetunió (URS)         | Dianne Holum · Egyesült Államok (USA)       |
| 1972, Szapporo       | Monika Pflug · NSZK (FRG)               | Atje Keulen-Deelstra · Hollandia (NED)       | Anne Henning · Egyesült Államok (USA)       |
| 1976, Innsbruck      | Tatyjana Averina · Szovjetunió (URS)    | Leah Poulos · Egyesült Államok (USA)         | Sheila Young · Egyesült Államok (USA)       |
| 1980, Lake Placid    | Natalja Petruszjova · Szovjetunió (URS) | Leah Poulos-Mueller · Egyesült Államok (USA) | Sylvia Albrecht · NDK (GDR)                 |
| 1984, Szarajevó      | Karin Enke · NDK (GDR)                  | Andrea Schöne · NDK (GDR)                    | Natalja Petruszjova · Szovjetunió (URS)     |
| 1988, Calgary        | Christa Rothenburger · NDK (GDR)        | Karin Kania · NDK (GDR)                      | Bonnie Blair · Egyesült Államok (USA)       |
| 1992, Albertville    | Bonnie Blair · Egyesült Államok (USA)   | Je Csiao-po (Ye Qiaobo) · Kína (CHN)         | Monique Garbrecht · Németország (GER)       |
| 1994, Lillehammer    | Bonnie Blair · Egyesült Államok (USA)   | Anke Baier · Németország (GER)               | Je Csiao-po (Ye Qiaobo) · Kína (CHN)        |
| 1998, Nagano         | Marianne Timmer · Hollandia (NED)       | Chris Witty · Egyesült Államok (USA)         | Catriona Le May Doan · Kanada (CAN)         |
| 2002, Salt Lake City | Chris Witty · Egyesült Államok (USA)    | Sabine Völker · Németország (GER)            | Jennifer Rodriguez · Egyesült Államok (USA) |
| 2006, Torino         | Marianne Timmer · Hollandia (NED)       | Cindy Klassen · Kanada (CAN)                 | Anni Friesinger · Németország (GER)         |
| 2010, Vancouver      | Christine Nesbitt · Kanada (CAN)        | Annette Gerritsen · Hollandia (NED)          | Laurine van Riessen · Hollandia (NED)       |
| 2014, Szocsi         | Csang Hung (Zhang Hong) · Kína (CHN)    | Ireen Wüst · Hollandia (NED)                 | Margot Boer · Hollandia (NED)               |
| 2018, Phjongcshang   | Jorien ter Mors · Hollandia (NED)       | Kodaira Nao · Japán (JPN)                    | Takagi Miho · Japán (JPN)                   |
| 2022, Peking         | Takagi Miho · Japán (JPN)               | Jutta Leerdam · Hollandia (NED)              | Brittany Bowe · Egyesült Államok (USA)      |

### 1500 méter
| Olimpia              | Arany                                     | Ezüst                                        | Bronz                                       |
| 1960, Squaw Valley   | Ligyija Szkoblikova · Szovjetunió (URS)   | Elwira Seroczyńska · Lengyelország (POL)     | Helena Pilejczyk · Lengyelország (POL)      |
| 1964, Innsbruck      | Ligyija Szkoblikova · Szovjetunió (URS)   | Kaija Mustonen · Finnország (FIN)            | Albertyina Kolokolceva · Szovjetunió (URS)  |
| 1968, Grenoble       | Kaija Mustonen · Finnország (FIN)         | Carry Geijssen · Hollandia (NED)             | Stien Kaiser · Hollandia (NED)              |
| 1972, Szapporo       | Dianne Holum · Egyesült Államok (USA)     | Stien Baas-Kaiser · Hollandia (NED)          | Atje Keulen-Deelstra · Hollandia (NED)      |
| 1976, Innsbruck      | Galina Sztyepanszkaja · Szovjetunió (URS) | Sheila Young · Egyesült Államok (USA)        | Tatyjana Averina · Szovjetunió (URS)        |
| 1980, Lake Placid    | Annie Borckink · Hollandia (NED)          | Ria Visser · Hollandia (NED)                 | Sabine Becker · NDK (GDR)                   |
| 1984, Szarajevó      | Karin Enke · NDK (GDR)                    | Andrea Schöne · NDK (GDR)                    | Natalja Petruszjova · Szovjetunió (URS)     |
| 1988, Calgary        | Yvonne van Gennip · Hollandia (NED)       | Karin Enke · NDK (GDR)                       | Andrea Ehrig-Mitscherlich · NDK (GDR)       |
| 1992, Albertville    | Jacqueline Börner · Németország (GER)     | Gunda Niemann · Németország (GER)            | Hasimoto Szeiko · Japán (JPN)               |
| 1994, Lillehammer    | Hunyady Emese · Ausztria (AUT)            | Szvetlana Fedotkina · Oroszország (RUS)      | Gunda Niemann · Németország (GER)           |
| 1998, Nagano         | Marianne Timmer · Hollandia (NED)         | Gunda Niemann-Stirnemann · Németország (GER) | Chris Witty · Egyesült Államok (USA)        |
| 2002, Salt Lake City | Anni Friesinger · Németország (GER)       | Sabine Völker · Németország (GER)            | Jennifer Rodriguez · Egyesült Államok (USA) |
| 2006, Torino         | Cindy Klassen · Kanada (CAN)              | Kristina Groves · Kanada (CAN)               | Ireen Wüst · Hollandia (NED)                |
| 2010, Vancouver      | Ireen Wüst · Hollandia (NED)              | Kristina Groves · Kanada (CAN)               | Martina Sáblíková · Csehország (CZE)        |
| 2014, Szocsi         | Jorien ter Mors · Hollandia (NED)         | Ireen Wüst · Hollandia (NED)                 | Lotte van Beek · Hollandia (NED)            |
| 2018, Phjongcshang   | Ireen Wüst · Hollandia (NED)              | Takagi Miho · Japán (JPN)                    | Marrit Leenstra · Hollandia (NED)           |
| 2022, Peking         | Ireen Wüst · Hollandia (NED)              | Takagi Miho · Japán (JPN)                    | Antoinette de Jong · Hollandia (NED)        |

### 3000 méter
| Olimpia              | Arany                                        | Ezüst                                      | Bronz                                  |
| 1960, Squaw Valley   | Ligyija Szkoblikova · Szovjetunió (URS)      | Valentyina Sztyenyina · Szovjetunió (URS)  | Eevi Huttunen · Finnország (FIN)       |
| 1964, Innsbruck      | Ligyija Szkoblikova · Szovjetunió (URS)      | Han Philhva · Észak-Korea (PRK)            | holtverseny miatt nem osztották ki     |
| 1964, Innsbruck      | Ligyija Szkoblikova · Szovjetunió (URS)      | Valentyina Sztyenyina · Szovjetunió (URS)  | holtverseny miatt nem osztották ki     |
| 1968, Grenoble       | Ans Schut · Hollandia (NED)                  | Kaija Mustonen · Finnország (FIN)          | Stien Kaiser · Hollandia (NED)         |
| 1972, Szapporo       | Stien Baas-Kaiser · Hollandia (NED)          | Dianne Holum · Egyesült Államok (USA)      | Atje Keulen-Deelstra · Hollandia (NED) |
| 1976, Innsbruck      | Tatyjana Averina · Szovjetunió (URS)         | Andrea Mitscherlich · NDK (GDR)            | Lisbeth Korsmo · Norvégia (NOR)        |
| 1980, Lake Placid    | Bjørg Eva Jensen · Norvégia (NOR)            | Sabine Becker · NDK (GDR)                  | Beth Heiden · Egyesült Államok (USA)   |
| 1984, Szarajevó      | Andrea Schöne · NDK (GDR)                    | Karin Enke · NDK (GDR)                     | Gabi Schönbrunn · NDK (GDR)            |
| 1988, Calgary        | Yvonne van Gennip · Hollandia (NED)          | Andrea Ehrig-Mitscherlich · NDK (GDR)      | Gabi Zange · NDK (GDR)                 |
| 1992, Albertville    | Gunda Niemann · Németország (GER)            | Heike Warnicke · Németország (GER)         | Hunyady Emese · Ausztria (AUT)         |
| 1994, Lillehammer    | Szvetlana Bazsanova · Oroszország (RUS)      | Hunyady Emese · Ausztria (AUT)             | Claudia Pechstein · Németország (GER)  |
| 1998, Nagano         | Gunda Niemann-Stirnemann · Németország (GER) | Claudia Pechstein · Németország (GER)      | Anni Friesinger · Németország (GER)    |
| 2002, Salt Lake City | Claudia Pechstein · Németország (GER)        | Renate Groenewold · Hollandia (NED)        | Cindy Klassen · Kanada (CAN)           |
| 2006, Torino         | Ireen Wüst · Hollandia (NED)                 | Renate Groenewold · Hollandia (NED)        | Cindy Klassen · Kanada (CAN)           |
| 2010, Vancouver      | Martina Sáblíková · Csehország (CZE)         | Stephanie Beckert · Németország (GER)      | Kristina Groves · Kanada (CAN)         |
| 2014, Szocsi         | Ireen Wüst · Hollandia (NED)                 | Martina Sáblíková · Csehország (CZE)       | Olga Graf · Oroszország (RUS)          |
| 2018, Phjongcshang   | Carlijn Achtereekte · Hollandia (NED)        | Ireen Wüst · Hollandia (NED)               | Antoinette de Jong · Hollandia (NED)   |
| 2022, Peking         | Irene Schouten · Hollandia (NED)             | Francesca Lollobrigida · Olaszország (ITA) | Isabelle Weidemann · Kanada (CAN)      |

### 5000 méter
| Olimpia              | Arany                                 | Ezüst                                        | Bronz                                               |
| 1988, Calgary        | Yvonne van Gennip · Hollandia (NED)   | Andrea Ehrig-Mitscherlich · NDK (GDR)        | Gabi Zange · NDK (GDR)                              |
| 1992, Albertville    | Gunda Niemann · Németország (GER)     | Heike Warnicke · Németország (GER)           | Claudia Pechstein · Németország (GER)               |
| 1994, Lillehammer    | Claudia Pechstein · Németország (GER) | Gunda Niemann · Németország (GER)            | Jamamoto Hiromi · Japán (JPN)                       |
| 1998, Nagano         | Claudia Pechstein · Németország (GER) | Gunda Niemann-Stirnemann · Németország (GER) | Ljudmila Prokasova · Kazahsztán (KAZ)               |
| 2002, Salt Lake City | Claudia Pechstein · Németország (GER) | Gretha Smit · Hollandia (NED)                | Clara Hughes · Kanada (CAN)                         |
| 2006, Torino         | Clara Hughes · Kanada (CAN)           | Claudia Pechstein · Németország (GER)        | Cindy Klassen · Kanada (CAN)                        |
| 2010, Vancouver      | Martina Sáblíková · Csehország (CZE)  | Stephanie Beckert · Németország (GER)        | Clara Hughes · Kanada (CAN)                         |
| 2014, Szocsi         | Martina Sáblíková · Csehország (CZE)  | Ireen Wüst · Hollandia (NED)                 | Carien Kleibeuker · Hollandia (NED)                 |
| 2018, Phjongcshang   | Esmee Visser · Hollandia (NED)        | Martina Sáblíková · Csehország (CZE)         | Natalya Voronina · Olimpikonok Oroszországból (OAR) |
| 2022, Peking         | Irene Schouten · Hollandia (NED)      | Isabelle Weidemann · Kanada (CAN)            | Martina Sáblíková · Csehország (CZE)                |

### Tömegrajtos
| Olimpia            | Arany                            | Ezüst                                     | Bronz                                      |
| 2018, Phjongcshang | Takagi Nana · Japán (JPN)        | Kim Borum (Kim Bo-reum) · Dél-Korea (KOR) | Irene Schouten · Hollandia (NED)           |
| 2022, Peking       | Irene Schouten · Hollandia (NED) | Ivanie Blondin · Kanada (CAN)             | Francesca Lollobrigida · Olaszország (ITA) |

### Csapatverseny
| Olimpia            | Arany | Ezüst | Bronz |
| 2006, Torino       | Németország (GER) · Daniela Anschütz-Thoms · Anni Friesinger · Lucille Opitz · Claudia Pechstein · Sabine Völker | Kanada (CAN) · Kristina Groves · Clara Hughes · Cindy Klassen · Christine Nesbitt · Shannon Rempel        | Oroszország (RUS) · Jekatyerina Abramova · Varvara Bariseva · Galina Lihacsova · Jekatyerina Lobiseva · Szvetlana Viszokova |
| 2010, Vancouver    | Németország (GER) · Daniela Anschütz-Thoms · Stephanie Beckert · Anni Friesinger-Postma · Katrin Mattscherodt    | Japán (JPN) · Hozumi Maszako · Kodaira Nao · Tabata Maki                                                  | Lengyelország (POL) · Katarzyna Bachleda-Curuś · Katarzyna Woźniak · Luiza Złotkowska                                       |
| 2014, Szocsi       | Hollandia (NED) · Jorien ter Mors · Marrit Leenstra · Lotte van Beek · Ireen Wüst                                | Lengyelország (POL) · Katarzyna Bachleda-Curuś · Natalia Czerwonka · Luiza Złotkowska · Katarzyna Woźniak | Oroszország (RUS) · Olga Graf · Jekatyerina Lobiseva · Julija Szkokova · Jekatyerina Sihova                                 |
| 2018, Phjongcshang | Japán (JPN) · Takagi Miho · Szató Ajano · Takagi Nana                                                            | Hollandia (NED) · Marrit Leenstra · Ireen Wüst · Antoinette de Jong                                       | Egyesült Államok (USA) · Heather Bergsma · Brittany Bowe · Mia Manganello                                                   |
| 2022, Peking       | Kanada (CAN) · Ivanie Blondin · Valérie Maltais · Isabelle Weidemann                                             | Japán (JPN) · Szató Ajano · Takagi Miho · Takagi Nana                                                     | Hollandia (NED) · Marijke Groenewoud · Irene Schouten · Ireen Wüst · Antoinette de Jong                                     |

### Női éremtáblázat
| A téli olimpiai játékok éremtáblázata női gyorskorcsolyában | A téli olimpiai játékok éremtáblázata női gyorskorcsolyában | A téli olimpiai játékok éremtáblázata női gyorskorcsolyában | A téli olimpiai játékok éremtáblázata női gyorskorcsolyában | A téli olimpiai játékok éremtáblázata női gyorskorcsolyában | Olimpia  |
| ----------------------------------------------------------- | ----------------------------------------------------------- | ----------------------------------------------------------- | ----------------------------------------------------------- | ----------------------------------------------------------- | -------- |
|                                                             | Ország                                                      | Arany                                                       | Ezüst                                                       | Bronz                                                       | Összesen |
| 1.                                                          | Hollandia (NED)                                             | 23                                                          | 14                                                          | 15                                                          | 52       |
| 2.                                                          | Szovjetunió (URS)                                           | 12                                                          | 7                                                           | 10                                                          | 29       |
| 3.                                                          | Németország (GER)                                           | 11                                                          | 15                                                          | 9                                                           | 35       |
| 4.                                                          | Egyesült Államok (USA)                                      | 10                                                          | 9                                                           | 11                                                          | 30       |
| 5.                                                          | NDK (GDR)                                                   | 6                                                           | 11                                                          | 7                                                           | 24       |
| 6.                                                          | Kanada (CAN)                                                | 6                                                           | 9                                                           | 8                                                           | 23       |
| 7.                                                          | Japán (JPN)                                                 | 4                                                           | 6                                                           | 4                                                           | 14       |
| 8.                                                          | Csehország (CZE)                                            | 3                                                           | 2                                                           | 3                                                           | 8        |
| 9.                                                          | Oroszország (RUS)                                           | 2                                                           | 2                                                           | 3                                                           | 7        |
| 10.                                                         | Dél-Korea (KOR)                                             | 2                                                           | 2                                                           | 0                                                           | 4        |
| 11.                                                         | Kína (CHN)                                                  | 1                                                           | 3                                                           | 3                                                           | 7        |
| 12.                                                         | Finnország (FIN)                                            | 1                                                           | 2                                                           | 2                                                           | 5        |
| 13.                                                         | Ausztria (AUT)                                              | 1                                                           | 1                                                           | 1                                                           | 3        |
| 14.                                                         | Egyesült Német Csapat (EUA)                                 | 1                                                           | 1                                                           | 0                                                           | 2        |
| 15.                                                         | Norvégia (NOR)                                              | 1                                                           | 0                                                           | 1                                                           | 2        |
| 16.                                                         | NSZK (FRG)                                                  | 1                                                           | 0                                                           | 0                                                           | 1        |
|                                                             |                                                             |                                                             |                                                             |                                                             |          |
| 17.                                                         | Lengyelország (POL)                                         | 0                                                           | 2                                                           | 2                                                           | 4        |
| 18.                                                         | Olaszország (ITA)                                           | 0                                                           | 1                                                           | 1                                                           | 2        |
| 19.                                                         | Észak-Korea (PRK)                                           | 0                                                           | 1                                                           | 0                                                           | 1        |
|                                                             |                                                             |                                                             |                                                             |                                                             |          |
| 20.                                                         | Kazahsztán (KAZ)                                            | 0                                                           | 0                                                           | 1                                                           | 1        |
| 20.                                                         | Olimpikonok Oroszországból (OAR)                            | 0                                                           | 0                                                           | 1                                                           | 1        |
| 20.                                                         | Az Orosz Olimpiai Bizottság versenyzői (ROC)                | 0                                                           | 0                                                           | 1                                                           | 1        |
|                                                             |                                                             |                                                             |                                                             |                                                             |          |
| Összesen                                                    | Összesen                                                    | 85                                                          | 88                                                          | 83                                                          | 256      |